# いのちの紐
『いのちの紐』（いのちのひも、The Slender Thread）は、1965年のアメリカ映画。『ライフ』誌に掲載されたシャナ・アレクサンダーの実話を基にしたドラマ映画で、これまでテレビシリーズの手掛けてきたシドニー・ポラックの第一回監督映画である。

## あらすじ
シアトルの自殺防止協会にインガ・ダイソンという女性から電話がかかってくる。インガは大量の睡眠薬を服用し、朦朧とした状態で電話してきたのである。
電話を受けたのはアルバイト学生のアラン・ニューウェル。電話の向こうのインガに呼びかけ続け、なんとか居場所を聞き出そうと奮闘する。コバーン博士や協会のスタッフらが必死に対処し間一髪で警察に保護された。
一同が安堵する中、ニューウェルは次の電話の受話器をとりあげる。

## キャスト
※括弧内は日本語吹替
- アラン・ニューウェル：シドニー・ポワチエ（田中信夫）
- インガ・ダイソン：アン・バンクロフト（小原乃梨子）
- コバーン博士：テリー・サバラス（飯塚昭三）
- マーク・ダイソン：スティーヴン・ヒル
- ジュド・リズリー：エドワード・アズナー
- チャーリー：ダブニー・コールマン

## 受賞・ノミネート
| 賞                   | 部門                     | 候補                                                                                   | 結果       |
| -------------------- | ------------------------ | -------------------------------------------------------------------------------------- | ---------- |
| アカデミー賞         | 衣裳デザイン賞           | イーディス・ヘッド                                                                     | ノミネート |
| アカデミー賞         | 美術監督・装置賞（白黒） | 美術: ハル・ペレイラ、ジャック・ポプリン 装置: ロバート・E・ベントン、ジョセフ・キシュ | ノミネート |
| ゴールデングローブ賞 | 脚本賞                   | スターリング・シリファント                                                             | ノミネート |